# Permendur
Permendur és un aliatge magnètic formada per un 48-50 % de cobalt, Co, un 48-50 % de ferro, Fe i un 2 % de vanadi, V. Té una alta permeabilitat magnètica amb una temperatura de Curie de 980 °С. Fou preparada al voltant de l'any 1920 als Estats Units d'Amèrica. Les seves aplicacions són generadors elèctrics, pols d'electroimants, coixinets magnètics i dispositius d'alt flux magnètic i, en general, per a tots aquells aparells elèctrics que requereixin un elevat flux magnètic.